# 消費者団体訴訟制度
消費者団体訴訟制度（しょうひしゃだんたいそしょうせいど）とは、契約トラブル等により被害額は少額だが、被害者が多数にのぼるサービスを提供している事業者に対して、一定の要件を満たす消費者団体（適格消費者団体）が、被害者に代わって訴訟を起こすことができる制度である。
日本国政府の新しい消費者行政の一環で、消費者団体に公益を担わせている。同制度を盛り込んだ改正消費者契約法が、2006年（平成18年）5月31日に成立。2007年（平成19年）6月7日から施行された。

## 概要
契約トラブル等の悪徳商法は、被害額が少ないと泣き寝入りとなるケースが多く、結果として悪徳業者が得をする。また、放置しておけばさらに被害者が増えるが、2005年時点においては個人が業者の行為を差し止めることはできなかった。
このような状況を止めるために、消費者団体が業者に対し訴訟を起こし、契約や勧誘の差止めを請求することができる制度が制定された。
ただし、当初は損害賠償の請求はできなかった。また、他の団体による消費者団体訴訟によって確定判決が出ている場合、原則として差し止め請求を行うことができない。
訴訟を起こすには、まず、事業者に対して書面で契約や勧誘の差し止めを請求し、その書面の到達から1週間経過する必要がある。事業者が差し止めを受け入れれば、当然、訴訟にはならない。
2009年（平成21年）4月23日には、この制度に基づく訴訟で、初の判決が京都地方裁判所で言い渡された。内容は、滋賀県大津市の消費者金融会社が定めた『早期完済違約金条項』が消費者契約法に違反するというもの。
2016年10月1日、消費者裁判手続特例法が施行され、特定適格消費者団体による被害回復の訴訟が可能となった。すなわち、特定適格消費者団体が事業者の責任を確定する訴訟を提起できるようになり、責任が認められた場合には、個々の消費者も金銭的な支払いを受けることができるようになった。
2021年7月28日には、同制度により初めて事業者と特定適格消費者団体との間の和解が成立し、消費者への金銭的な支払いが行われることとなった。

## 訴訟等の範囲

### 差止請求の対象
訴訟や訴訟外の請求の対象は、当初消費者契約法に違反するものに限定されていた（不当な契約条項、不当な勧誘）。
その後、2009年4月には景表法違反の行為のうち表示に関する違反（優良誤認表示）が、2009年12月からは特定商取引法第五章二に規定される「訪問販売」（不実告知等、クーリング・オフ、過大な違約金）「通信販売」（不実告知等）「電話勧誘販売」（不実告知等、クーリング・オフ、過大な違約金）「連鎖販売」（不実告知等、クーリング・オフ、中途解約条項）「特定継続的役務提供」（不実告知等、クーリング・オフ、中途解約条項）「業務提供誘引販売」（不実告知等、クーリング・オフ、過大な違約金）に関しても、適格消費者団体は差止め請求ができるようになった。
2019年6月15日からはさらに対象が拡張され、消費者契約法、景品表示法、特定商取引法、食品表示法に違反する不当な行為が対象となった。具体的には、「不当な勧誘」「不当な契約条項」「不当な表示」などが対象となった。
ただし、あくまで差止めを求められるのは上記の各法に違反する具体的な行為に限られ、例えば対象事業者の企業活動一般を差し止めるといった請求は認められない。

### 被害回復の対象
被害回復訴訟の対象は、事業者が消費者に対して負う金銭の支払義務であって、消費者契約に関する「契約上の債務の履行の請求」「不当利得に係る請求」「契約上の債務の不履行による損害賠償の請求」「瑕疵担保責任に基づく損害賠償の請求」であり、「詐欺的な悪徳商法」なども対象となる。訴訟が提起された実例としては以下のようなものがある。
- ゴルフ会員権の預り金返還を拒絶された事例
- 入学を辞退したのに前払授業料等の返還を拒絶された事例
- 購入した分譲マンションが耐震基準を満たしていなかった事例
- だまされて実態のない会社の未公開株を購入させられた事例

### 立法論
立法論としては、基本的に、事業者側は範囲を厳格にすることを求めている一方、弁護士団体や消費者団体はさらに対象範囲を広くすることを求めるスタンスをとっている。
意見が出されている主な分野は、認定要件、認定期間、同一対象への請求の制限などである。

## 消費者団体の認定
消費者団体訴訟制度の当事者となれる消費者団体の認定は、特定非営利活動法人(NPO)、公益法人が対象となる。いくつかの要件（継続的に活動を行うことができるか、理事は特定の業種関係者が多くならないようにしているか、暴力団と関わりがないか、消費者問題や法律の専門家が助言できる体制にあるか等）を満たせば、内閣総理大臣の認定を受けることができる。窓口は内閣府で、認定期間は3年。
認定を受けた団体は、適格消費者団体という。

### 適格消費者団体
2018年9月現在、以下の19団体が認定を受けている（認定順）。
- 消費者機構日本（東京都千代田区）◆
- 消費者支援機構関西（大阪市中央区）◆
- 全国消費生活相談員協会（東京都港区）
- 京都消費者契約ネットワーク（京都市中京区）
- 消費者ネット広島（広島市中区）
- ひょうご消費者ネット（神戸市中央区）
- 埼玉消費者被害をなくす会（さいたま市浦和区）◆
- 消費者支援ネット北海道（札幌市中央区）
- 消費者被害防止ネットワーク東海（旧称：あいち消費者被害防止ネットワーク）（名古屋市中区）
- 大分県消費者問題ネットワーク（大分市）
- 消費者支援機構福岡（福岡市博多区）
- 消費者支援ネットくまもと（熊本市中央区）
- 消費者支援ネットおかやま（岡山市北区）
- 佐賀消費者フォーラム（佐賀市）
- 消費者市民ネットとうほく（仙台市青葉区）
- 消費者支援ネットワークいしかわ（金沢市）
- 消費者支援群馬ひまわりの会（桐生市）
- えひめ消費者ネット（松山市）
- 消費者支援かながわ（横浜市港南区）

事業者に契約条項の変更や勧誘の差し止めを請求ができる適格消費者団体の中で、更に要件を満たし内閣総理大臣に認定を受けた特定適格消費者団体は、被害に遭った消費者個人の損害賠償を求める訴訟も被害者に代わって起こすことができる。2018年4月現在、上記の適格消費者団体の内、末尾に◆印の付いた3団体が特定適格消費者団体である。